# Акритова Елла Олексіївна
Елла Олексіївна Акритова (12 серпня 1934 — 5 жовтня 2018, Ашкелон, Ізраїль) — українська оперна співачка, сопрано, Заслужена артистка України (1992). Лауреат Республіканського конкурсу вокалістів їмені М. Лисенка (1962), лауреат Державної премії їмені М. Лисенка (1990).

## Життєпис
Народилася 12 серпня 1934 року в смт Ялта Мангушського району Донецької області. Навчалася в Київській консерваторії (1958—1963 роки) у класі професора Н. Захарченко.
У 1963-68 роках — солістка (сопрано) Київської державної філармонії. З 1968-го року — солістка Держтелерадіо України. У період 1972 — 1995 років викладала у Київській консерваторії (клас камерного співу, з 1986 — доцент).

### Творчість
Записувалася на радіо, грамплатівки (9 випусків на фірмі «Мелодія»), вела інтенсивну концертну діяльність. Її концертний репертуар охоплює понад 900 вокальних творів
композиторів XVI — XX ст. Широко пропагувала вокальну музику українських композиторів.
Серед учнів — всесвітньо відомі співаки: Л. Могильницька, В. Лук'янець, В. Гришко, І. Зябченко,М.Шуляк, В. Гога, А. Кравчук (Лондон), Л. Давимука, С. Нікітенко, Л. Дзюбанюк (Канада), О. Савченко (Канада), В. Степова, І. Семененко.
З 1995 року мешкала в Ізраїлі у місті Ашкелон.
Пішла з життя 5 жовтня 2018 року після тривалої тяжкої хвороби. Похована на міському кладовищі в Ашкелоні.